# Alois Scheiwiler

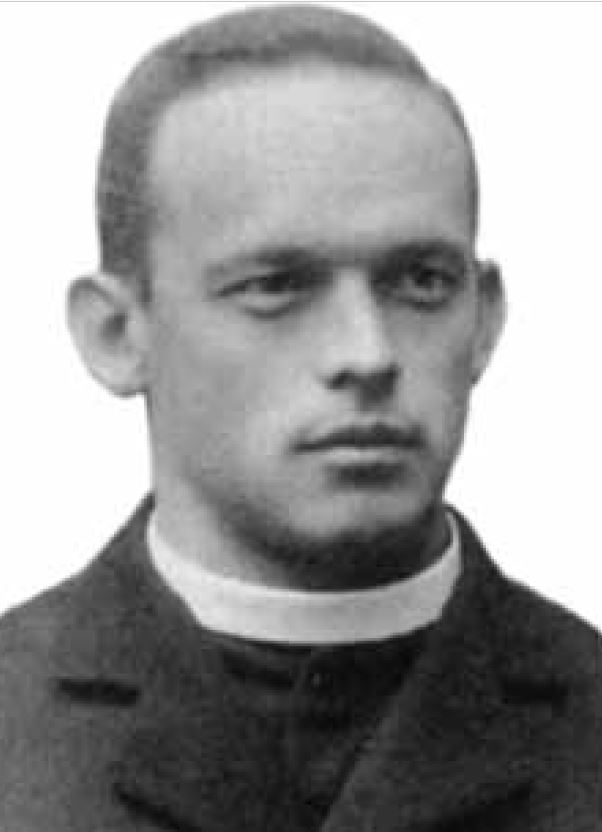
Alois Scheiwiler 1907

Johann Alois Scheiwiler (* 2. April 1872 in Gossau im Kanton St. Gallen; † 20. Juli 1938 in St. Gallen) war ein Schweizer römisch-katholischer Geistlicher und von 1930 bis 1938 Bischof von St. Gallen.

## Leben
Alois Scheiwiler war der Sohn des gleichnamigen Zimmermanns Alois Scheiwiler und dessen Ehefrau Maria Josepha. Er besuchte das Gymnasium in Einsiedeln und studierte Theologie an der Universität Innsbruck sowie an der Universität Freiburg. Am 21. März 1896 erhielt er seine Priesterweihe im Kloster St. Gallen und promovierte in Freiburg 1897 zum Dr. theol.
Nachdem er von 1897 bis 1898 Domvikar in St. Gallen war, wurde er 1898 Rektor der katholischen Kantonsrealschule in St. Gallen, bevor er von 1904 bis 1908 Generalsekretär und Zentralpräsident des Christlichnationalen Gewerkschaftsbundes der Schweiz wurde. Von 1908 bis 1919 war er Koadjutor in der Pfarrkirche St. Otmar in St. Gallen. 1919 erfolgte seine Ernennung zum Residentialkanonikus und von 1919 bis 1926 war er Domkatechet in St. Gallen. Danach folgte seine Tätigkeit als Pfarrrektor der Dompfarrei von 1926 bis 1930.
Am 5. Oktober 1930 erfolgte seine Weihe zum Bischof von St. Gallen durch den Kardinal-Staatssekretär Eugenio Pacelli. 1932 berief er erstmals eine sankt-gallische Diözesansynode ein und erliess Diözesanstatuten.
Er befasste sich wiederholt und ausführlich mit der Geschichte des Klosters St. Gallen.

### Sozialreformerisches Wirken
Gemeinsam mit dem Religionslehrer Johann Baptist Jung (1861–1922) baute Alois Scheiwiller die Christlichsoziale Bewegung der Schweiz auf, beginnend mit der Gründung der ersten christlichsozialen Arbeiter- und Arbeiterinnenvereine 1899 in St. Gallen (die als sozialreformerische, katholische Alternative zur Sozialdemokratie gesehen wurden), Gewerkschaften und Krankenkassen. Ab 1904, auch nach 1930, wirkte er als Zentralpräsident christlichsozialer Organisationen der Schweiz und war als Vortragsredner, Redaktor der beiden Verbandsorgane des Katholischen Arbeitervereins Der Arbeiter und Die Arbeiterin und Mitarbeiter christlichsozialer Zeitschriften tätig, in denen er ungefähr 3000 Publikationen veröffentlichte.

### Kirchenpolitisches Wirken
Auch nach seiner Wahl zum Bischof widmete Alois Scheiwiler sich aktuellen Fragen, so 1932, als er an einer überkonfessionellen Kundgebung zur Abrüstungskonferenz in der Tonhalle St. Gallen teilnahm. 1934 äusserte er sich auch ablehnend zur Freigeldbewegung von Johannes Ude, der sich für die Freiwirtschaftslehre Silvio Gesells engagierte, die besonders im Rheintal Anhänger fand. 1935 äusserte er sich ablehnend gegen den der Häresie bezichtigten Diözesanpriester Georg Sebastian Huber (1893–1963), der für Kirchenreformen und Ökumene eintrat und von dem bis 1943 drei Schriften, wegen ihrer kritischen Einstellung gegenüber der kirchlichen Hierarchie, von Rom auf den Index gesetzt wurden.
Er setzte sich für die katholische Abstinenzbewegung ein und förderte die Katholische Aktion in- und ausserhalb seiner Diözese.
Alois Scheiwiler war einer von wenigen Bischöfen, die in den 1930er Jahren Stellung gegen den in Deutschland und anderen europäischen Ländern herrschenden Antisemitismus nahmen, so bezog er mit mehreren Protestpublikationen Stellung gegen Rassenwahn sowie Rassen- und Judenverfolgung. 1938 nahm er auch in seinem letzten Hirtenschreiben unter anderem Stellung gegen den Nationalsozialismus, indem er dessen Vorgehen gegen die Kirchen verurteilte.

## Schriften (Auswahl)
- Abt Ulrich Rösch, der zweite Gründer des Klosters St. Gallen 1463-1491. St. Gallen: Zollikofer, 1903.
- Die Eucharistie in den ausserkirchlichen Kreisen im 2. und 3. Jahrhundert und die Aquarier  Dissertation zur Erlangung der Doktorwürde vorgelegt der hochw. theologischen Fakultät an der Universität Freiburg in der Schweiz. Freiburg (Schweiz): St. Paulus-Druckerei, 1904.
- Die Kreuzwegbilder in der deutschen Kunst. des letzten Jahrhunderts. Luzern: Räber & Cie., 1912.
- Hoch die Christlichsoziale!: eine Beleuchtung der christlichsozialen Arbeiterorganisationen, deren Wirksamkeit und Ziele. St. Gallen: Verlag Leobuchhandlung, 1916.
- Im Kampfe um die Jugend. Einsiedeln, Cöln: Benziger, 1916.
- Wege zum Frieden: Schriften für das katholische Volk. Einsiedeln: Benziger, 1917.
- Der Friedenspapst: leuchtende Gedanken aus dem Friedenswerk Benedikts XV. Einsiedeln, Cöln: Benziger, 1917.
- Frauenwürde und Mutterpflicht. Einsiedeln, Cöln: Benziger, 1917.
- Die Reichtümer der Enterbten oder Ein Weg zum sozialen Frieden. Einsiedeln, Cöln: Benziger, 1917.
- Der glückliche Abstinent. Einsiedeln, Cöln: Benziger, 1917.
- Die Presse, ihr Segen und ihr Fluch: ein Mahnwort in schwerer Zeit. Einsiedeln: Benziger, 1917.
- Die Bewegung für katholische Volksbildung. Luzern, 1922.
- Fürstabt Cölestin II., Erbauer der st. gallischen Kathedrale. Einsiedeln, 1923.
- Ein Paradies auf Erden. Freiburg/Schweiz, Konstanz, Mainz, München, Kanisiuswerk 1930.
- Christentum und Wirtschaftsleben in der Gegenwart. St. Gallen Leobuchhandlung und Christlich Sozialer Arbeiterbund der Schweiz 1931.
- Josef Scherrer; Alois Scheiwiler: Der Aufstieg des werktätigen Volkes. St. Gallen, 1931.
- Dr. Robert Bürkler, der fünfte Bischof von St. Gallen, 1863–1930. St. Gallen: Leobuchhandlung, 1932.
- Der heilige Bernhard von Clairvaux Doctor mellifluus, der honigfließende Lehrer. Freiburg (Schweiz) Kanisiuswerk 1933.
- Der heilige Aloisius von Gonzaga. Meitingen bei Augsburg: Christkönigsverlag, 1933.
- Alfred Teobaldi; Alois Scheiwiler: Freigeld und Katholizismus. Zürich, 1934.
- Das Verhältnis Jesu Christi zum Judentum. Luzern: Vita Nova Verlag, 1935.
- Das Kloster St. Gallen: Die Geschichte eines Kulturzentrums. Einsiedeln: Benziger, 1937.